# Hombre de Koelbjerg

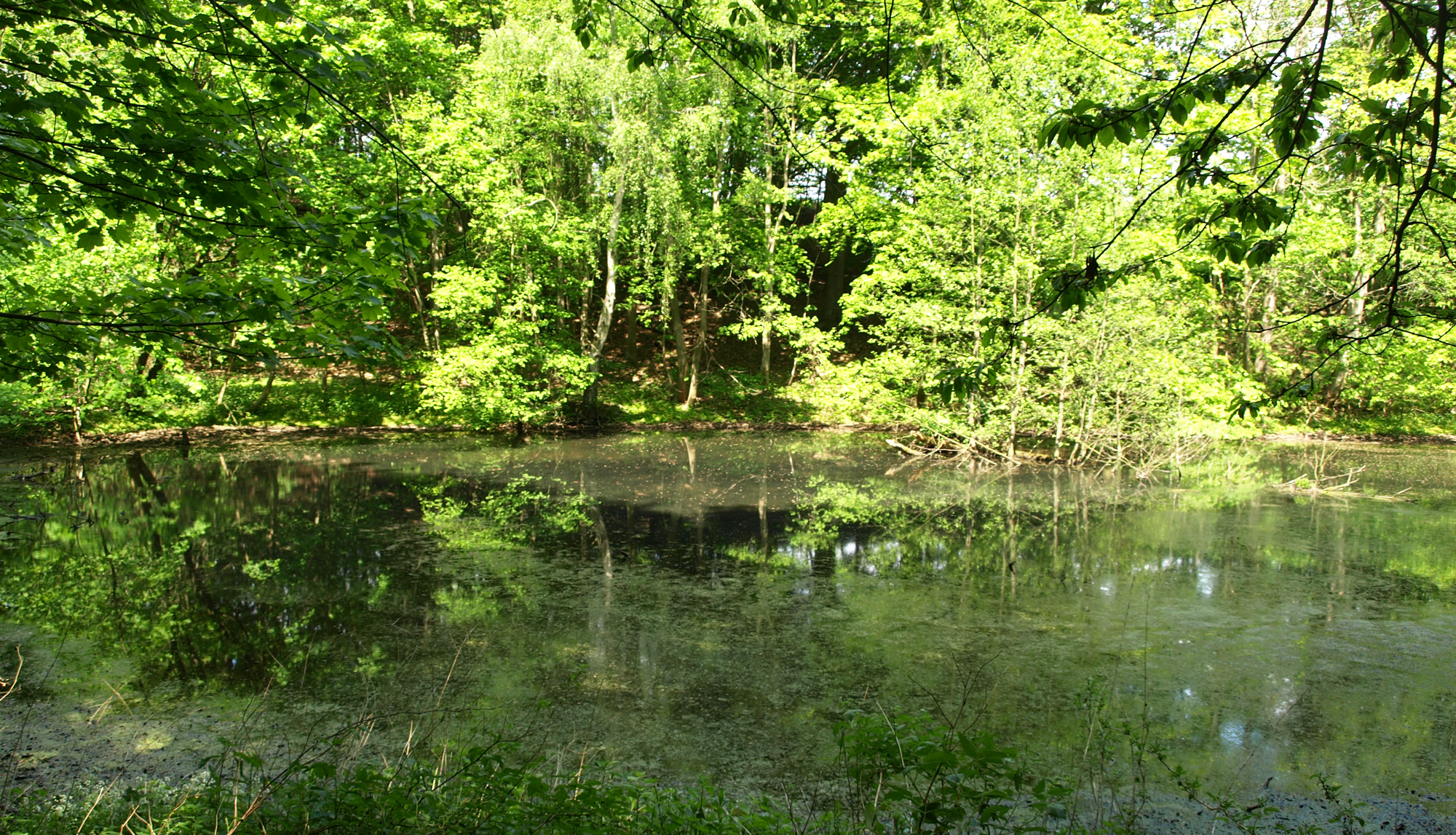
El lugar del hallazgo del hombre de Koelbjerg en la ciénaga de Grøftebjerg, cerca de Koelbjerg, en Funen.

El  Hombre de Koelbjerg, anteriormente conocido como  Mujer de Koelbjerg, es el más antiguo cuerpo del pantano encontrado y también los restos humanos más antiguos hallados en Dinamarca, datados en tiempos de la cultura maglemosiana, alrededor de 8000 a. C. Sus restos se encuentran en exhibición en el Møntergården Museum en Odense, Dinamarca.

## Descubrimiento
En mayo de 1941, un cráneo humano y algunos huesos fueron descubiertos. El 21 de mayo, el hallazgo fue informado al Fyns Stiftsmuseum. El personal del museo pudo reconstruir la posición original de los huesos solo porque los bloques de turba que contenían los huesos encajaron en los agujeros dejados al ser extraídos del pantano por los cortadores de turba. Aunque el cráneo y dos huesos fueron encontrados a una profundidad de 2,5 metros, la mayoría de los huesos fueron hallados a una profundidad de 3 a 3,5 metros, a una distancia de 7 a 8 metros de los otros huesos. Un fémur fue encontrado dos metros más al sureste.

## Estudio de los restos
El esqueleto no estaba completo. La investigación antropológica de los huesos reveló que al momento del deceso el hombre medía entre 1,55 y 1,60 m y tenía entre 20 y 25 años. No presentaba ninguna señal de enfermedad o desnutrición y disfrutaba de una dentadura sana libre de caries. Un análisis basado en muestras de los huesos indicó una dieta a base de vegetales y carne, con poco o ningún marisco. Un análisis del isótopo del estroncio reveló que nació, creció y vivió en Fionia, la isla donde los restos fueron encontrados.
Un primer análisis de ADN no reveló resultados útiles. El poco ADN encontrado procedía probablemente de contaminación por las personas que manejaron los restos. Estudios de ADN posteriores basados en muestras menos proclives a sufrir contaminación, las de los dientes molares, revelaron en 2016 que la persona, durante mucho tiempo considerada mayoritariamente una mujer por la constitución esbelta de los restos, era en realidad un hombre.
La distribución de los huesos sobre una área amplia es comprensible si el hombre se ahogó en el lago: los tejidos blandos del cadáver no recuperado se fueron descomponiendo mientras flotaba en las aguas, hasta llegar a la desarticulación del cuerpo, momento en que empezaron a desprenderse trozos, hundiéndose y quedando enterrados en el limo del fondo del lago.
En julio de 1941, se realizó un análisis de polen del interior del cráneo, que permitió la datación del cuerpo en época maglemosiana, alrededor del 8000 a. C. En octubre de 1943, se tomaron muestras del terreno para investigaciones posteriores. Una prueba de carbono-14 en 1983, confirmó la fecha de muerte.
Aproximadamente a unos 2,5 kilómetros al suroeste, cerca de Nerverkær-Moor, se hallaron los restos de un poblamiento de la cultura maglemosiana. El hombre de Koelbjerg probablemente vivió en este poblado.